# Ost-Akademie
Die Ost-Akademie Lüneburg war eine Akademie, die sich in den Jahren 1951 bis 2005 vor allem der Geschichte und den Interessen der Bevölkerung widmete, die aus den ehemaligen östlichen Gebieten ausgesiedelt wurde.

## Bezeichnungen
- Nordostdeutsche Akademie (NOA), 1951–1954
- Ostdeutsche Akademie, 1954–1962
- Ost-Akademie, 1962–1965
- Ost-Akademie – Institut für gesamtdeutsche Studien, seit 1965
- Akademie für Ost-West-Kooperation – Ost-Akademie Lüneburg e. V. – Institut für Ost-West-Fragen an der Universität Lüneburg

## Geschichte

### 1951–1980
Am 31. Oktober 1951 gründete Max Hildebert Boehm die Nordostdeutsche Akademie in Lüneburg.
Am 8. September 1952 erfolgte die feierliche Eröffnung. Am ersten Lehrgang nahmen rund 40 Teilnehmer aus neun Staaten teil. Die Nordostdeutsche Akademie widmete sich der Pflege der Tradition und den Problemen der ausgesiedelten Deutschen aus den östlichen Gebieten. Sie beschäftigte sich mit der Ostforschung. Die Akademie wurde staatlich gefördert unter anderem durch das Bundesministerium für innerdeutsche Beziehungen und durch das Bundesministerium für Vertriebene, Flüchtlinge und Kriegsgeschädigte. In den ersten dreißig Jahren vertrat sie rigorose Positionen, die eine Wiederherstellung der Grenzen von 1937 forderte und die DDR nicht anerkannte. Ab 1963 war sie Mitglied im Arbeitskreis deutscher Bildungsstätten (AdB).

### 1981–1990
1981 veränderte die Akademie ihre politische Ausrichtung. Sie begann, sich mit dem Leben in der DDR zu beschäftigen und Kontakte zu den Menschen dort zu suchen. Ein Beispiel dafür war die Ausstellung Jugend in der DDR.
Für das Ministerium für Staatssicherheit (Stasi)  war die Ost-Akademie eine Einrichtung mit Feindtätigkeit gegen die DDR. Im Mai 1982 wurde hierzu ein Vorgang zum Feindobjekt (FO) Flechte angelegt. Inoffizielle Mitarbeiter sammelten unter anderem Informationen über Struktur, Aufgaben und Mitarbeiter der Einrichtung.

### 1990–2005
1995 wurde die Ost-Akademie in einer Definition der Bundesregierung in einer Drucksache des Deutschen Bundestags so beschrieben: „Die Ost-Akademie Lüneburg e. V. ist eine Einrichtung wissenschaftlich ausgerichteter politischer Bildung. Ihre Arbeit konzentriert sich auf Aspekte der Deutschen Frage im 20. Jahrhundert, insbesondere auf Geschichte, Politik, Gesellschaft und Kultur. Im Vordergrund stehen dabei die Beziehungen Deutschlands zu den ostmittel- und osteuropäischen Nachbarn.“
Die Ost-Akademie gehörte als An-Institut zur Universität Lüneburg.
2003 beschloss der Bundestag die Einstellung der Finanzierung der Ost-Akademie. Das Gebäude in der Herderstraße wurde verkauft und zu einem Altenwohnheim der Augusta-Schwesternschaft umgebaut. Es wurde über einen gläsernen Gang mit dem Mutterhaus in der Heinrich-Heine-Straße verbunden. Die Akademie sollte aber weiter bestehen bleiben. 2005 wurde die Ost-Akademie aufgelöst.

## Persönlichkeiten
Leiter
- Max Hildebert Boehm, 1951–
- Karl Heinz Gehrmann, 1961–1979
- Bernhard Schalhorn, 1980–2005 (vor 2003, auch Chefredakteur der Deutschen Studien)

Weitere Mitarbeiter
- Hanns von Krannhals, seit 1953, dort Dozent für Zeitgeschichte Osteuropas
- Walter Hildebrandt, seit 1963 Präsidiumsmitglied und Gründer der Deutschen Studien
- Gerhard Doliesen
- Adalbert R. Lewandowski[5]

## Publikationen
Von 1954 bis 1962 veröffentlichte die Ostakademie die Zeitschrift Ostbrief, von 1963 bis 2005 die vierteljährlich erschienene Zeitschrift Deutsche Studien, bei der der Soziologe Walter Hildebrandt Mitbegründer und Mitherausgeber war.
Daneben veröffentlichte sie weitere Schriften
- Hanns von Krannhals: Der Warschauer Aufstand 1944, 1962
- Jugend in der DDR. Text- und Materialsammlung zu einer Ausstellung der Ost-Akademie Lüneburg, 1987/1988
- Anatolij P. Bachtin: Vergessene Kultur. Kirchen in Nordostpreußen, 1998